# Labeobarbus intermedius
Labeobarbus intermedius är en fiskart som först beskrevs av Rüppell, 1835.  Labeobarbus intermedius ingår i släktet Labeobarbus och familjen karpfiskar. IUCN kategoriserar arten globalt som livskraftig. Inga underarter finns listade i Catalogue of Life.